# 士麥那蘭丁 (特拉華州)
士麥那蘭丁（英語：Smyrna Landing）是位於美國特拉華州肯特縣的一個非建制地區。該地的面積和人口皆未知。

## 地理
士麥那蘭丁的座標為39°18′29″N 75°35′37″W / 39.30806°N 75.59361°W，而該地的平均海拔高度為1米（即3英尺）。